# John Forsyth

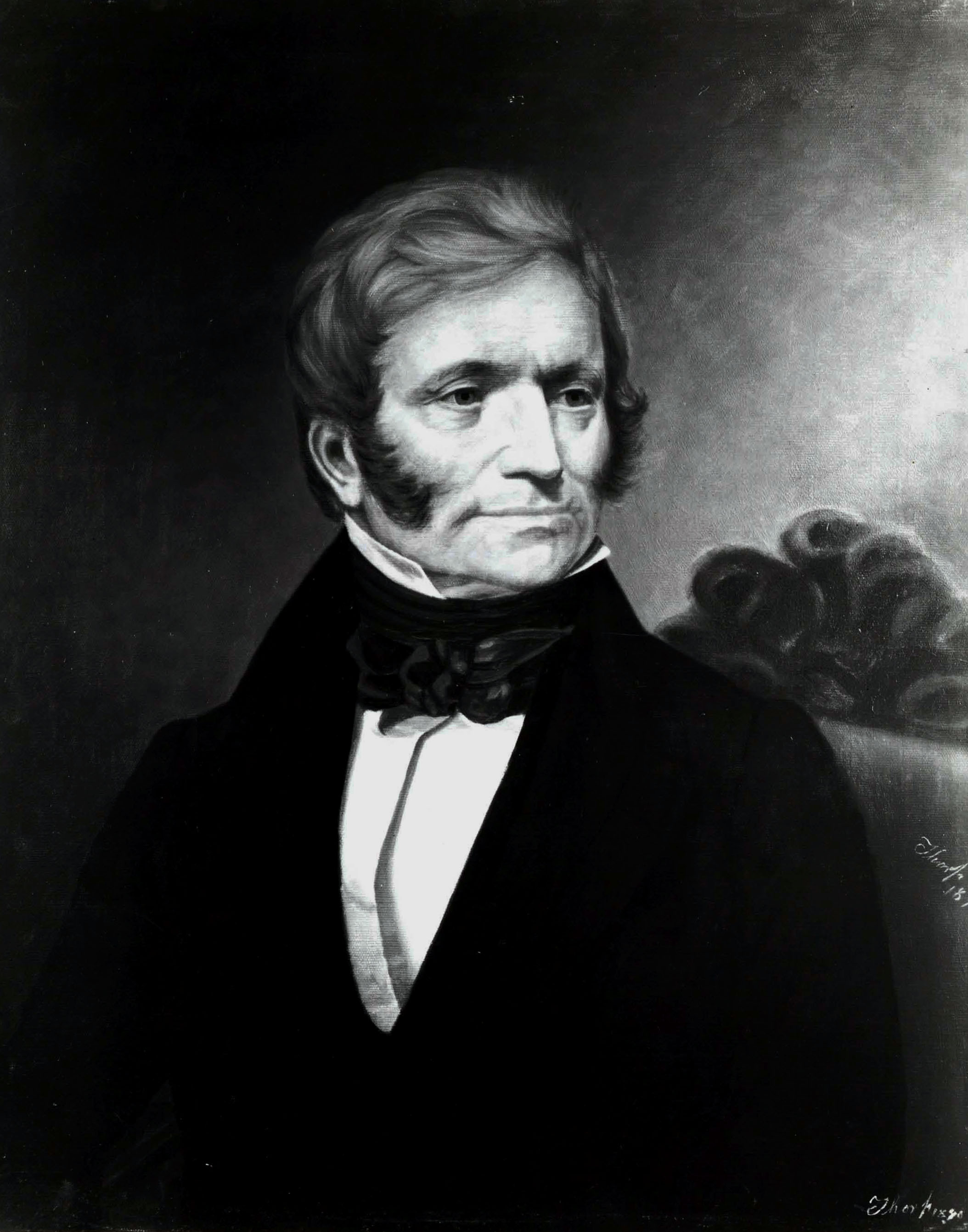
John Forsyth.

John Forsyth, född 22 oktober 1780 i Fredericksburg, Virginia, död 21 oktober 1841 i Washington, D.C., var en amerikansk demokratisk politiker och diplomat.
Han utexaminerades 1799 från College of New Jersey (som numera heter Princeton University). Han gifte sig med Clara Meigs ett par år därefter. Han var ledamot av USA:s representanthus från Georgia 1813–1818 och 1823–1827. Han var också ledamot av USA:s senat från Georgia, nämligen 1818–1819 och 1829–1834. Han var guvernör i Georgia 1827–1829. Han var en lojal anhängare av president Andrew Jackson som utnämnde honom till USA:s utrikesminister 1834. Som utrikesminister fortsatte han också under Jacksons efterträdare Martin Van Buren. I den rollen företrädde han USA:s statsmakt i Amistadprocessen.

## Kuriosa
- John Forsyth finns med i filmen Amistad.